# صادق البصام
صادق البصام هو سياسي عراقي شغل مناصب وزارية في العهد الملكي في العراق، ولد في بغداد عام 1897 أو 1899 وتوفي بالسكتة القلبية في 27 آذار 1960.
عرف عنه نصرته وتأييده للقضية الفلسطينية.

## سيرته
هو صادق بن محمد بن حسين البصام من بني تميم، أكمل دراسته الأولية في بغداد، وحين انتدب للخدمة العسكرية في إسطنبول دخل كلية ضباط الاحتياط. وخلال الحرب العالمية الأولى، شارك البصام في معركة أزمير، وبعد انتهائها عاد إلى العراق.
عمل لفترة قصيرة في التجارة، وكان له دور في تأسيس المدرسة الجعفرية وهي مدرسة أهلية أسهها نخبة من المثقفين الوطنيين أمثال الشيخ شكر والشيخ عبد الحسين الأزري والسيد سلمان أبو ألتمن.
في سنة 1922، دخل البصام كلية الحقوق التي كانت تسمى مدرسة الحقوق وقد تأسست سنة 1908 ببغداد، وتخرج منها سنة 1925، وعمل بعد تخرجه محاميا فضلا عن إدارته المدرسة الجعفرية حتى سنة 1933. كما اتجه إلى الصحافة وأصبح رئيس تحرير جريدة الوقائع العراقية، وهي الجريدة الرسمية للحكومة العراقية سنة 1924. علما أنه كان يجيد اللغات الإنجليزية والتركية والفرنسية.
شغل مناصب مختلفة، فقد انتخب نائبا عن الكوت للدورة الانتخابية الثالثة التي ابتدأت في 1 تشرين الثاني 1930 حتى 19 أيار 1931. كما انتخب سنة 1933 نائبا عن الديوانية لدورتين، الأولى منذ 8 آذار 1933 حتى 8 تموز 1933 والثانية منذ 29 كانون الأول 1934 حتى 11 آذار 1935. كما شغل منصب مدير الأملاك الأميرية.
اختاره ياسين الهاشمي وزيرا للمعارف في الوزارة الهاشمية الثانية بعد استقالة محمد رضا الشبيبي وشغل المنصب للفترة منذ 15 أيلول 1935 حتى 29 تشرين الأول 1936. كما اختاره نوري السعيد وزيرا للاقتصاد في الوزارة السعيدية الثالثة للفترة منذ 25 كانون الأول 1938 حتى 6 نيسان 1939. كما تقلد أكثر من وزارة بعد ذلك، فكان وزيرا في وزارة رشيد عالي الكيلاني الثالثة التي تشكلت في 31 آذار 1940، واستقالت في 31 كانون الثاني 1941 وفي وزارة محمد الصدر للفترة منذ 29 كانون الثاني 1948 حتى 16 حزيران 1948 وفي وزارة مزاحم الباجه جي للفترة منذ 16 حزيران 1948 حتى 6 كانون الثاني 1949 كان وزيرا للدفاع. ووزيرا بلا حقيبة  للفترة 1950-1952.
كان له دور في إعدام اليهودي شفيق عدس الذي اتهم بتهريب الأسلحة لليهود في فلسطين رغم تدخل دول أجنبية للحيلولة دون ذلك.

## كتب عنه
- صادق البصام و دوره السياسي في العراق، حيرد طالب حسين الهاشمي، نشر عام 2000[4]